# Friedrich Rehkopf
Friedrich Rehkopf (* 8. Mai 1927; † 24. Mai 2008) war ein deutscher evangelischer Theologe und klassischer Philologe der Septuaginta und des Neuen Testaments.
Rehkopf wurde 1956 mit einer bei Joachim Jeremias angefertigten theologischen Dissertation zur lukanischen Sonderquelle an der Universität Göttingen promoviert. Er lehrte am Max-Planck-Gymnasium Göttingen klassisches Griechisch und Latein, von 1961 bis 1968 Latein, Griechisch und Hebräisch am Gerhard-Uhlhorn-Konvikt in Göttingen, danach an der Universität Göttingen neutestamentliches und klassisches Griechisch. Er publizierte verschiedene philologische und didaktische Hilfsmittel zur Sprache des Neuen Testaments. Das Griechische Lernvokabular erschien auch auf Koreanisch. Er begleitete kritisch die Neubearbeitung von Walter Bauers grundlegendem Griechisch-deutschem Wörterbuch zu den Schriften des Neuen Testaments und der übrigen urchristlichen Literatur von der 5. Auflage 1971 zur 6. Auflage 1988, die sich nicht durchsetzen konnte. 1992 veröffentlichte er ein eigenes Griechisch-deutsches Wörterbuch zum Neuen Testament. Zu Flavius Josephus legte er eine Schul- und Studienausgabe vor. Insbesondere bekannt ist er für seine Bearbeitung der Grammatik des neutestamentlichen Griechisch von Friedrich Blass, die ihrerseits bereits durch Albert Debrunner fortgeführt worden war. Die Grammatik wurde ins Italienische übersetzt.
Rehkopf wurde als Lehrer hoch geschätzt, privat pflegte er als Kirchenmusiker das Orgelspiel auf hohem Niveau.

## Schriften (Auswahl)
- Die lukanische Sonderquelle. Ihr Umfang und Sprachgebrauch. Mohr-Siebeck Verlag, Tübingen 1959 (= Diss. theol. Universität Göttingen 1956), (online).
- Flavius Josephus. Auswahl aus den Schriften des Flavius Josephus, Text und Kommentar, erläutert von Friedrich Rehkopf. Aschendorff, Münster in Westf. 1968, 2009 3. Aufl.
- Griechisches Lernvokabular zum Neuen Testament. Wortschatz, grammatische Paradigmen und Stammformen. Vandenhoeck & Ruprecht, Göttingen 1987, (online) (PDF)
- Septuaginta-Vokabular. Vandenhoeck & Ruprecht, Göttingen 1989.
- Griechisch-deutsches Wörterbuch zum Neuen Testament. Vandenhoeck & Ruprecht, Göttingen 1992, ISBN 3525501188, (Auszüge online).
- Friedrich Blass, Albert Debrunner, Friedrich Rehkopf (Hrsg.): Grammatik des neutestamentlichen Griechisch. 18. Auflage. Vandenhoeck & Ruprecht, Göttingen 2001, (online).